# Giovanni Filoteo Achillini

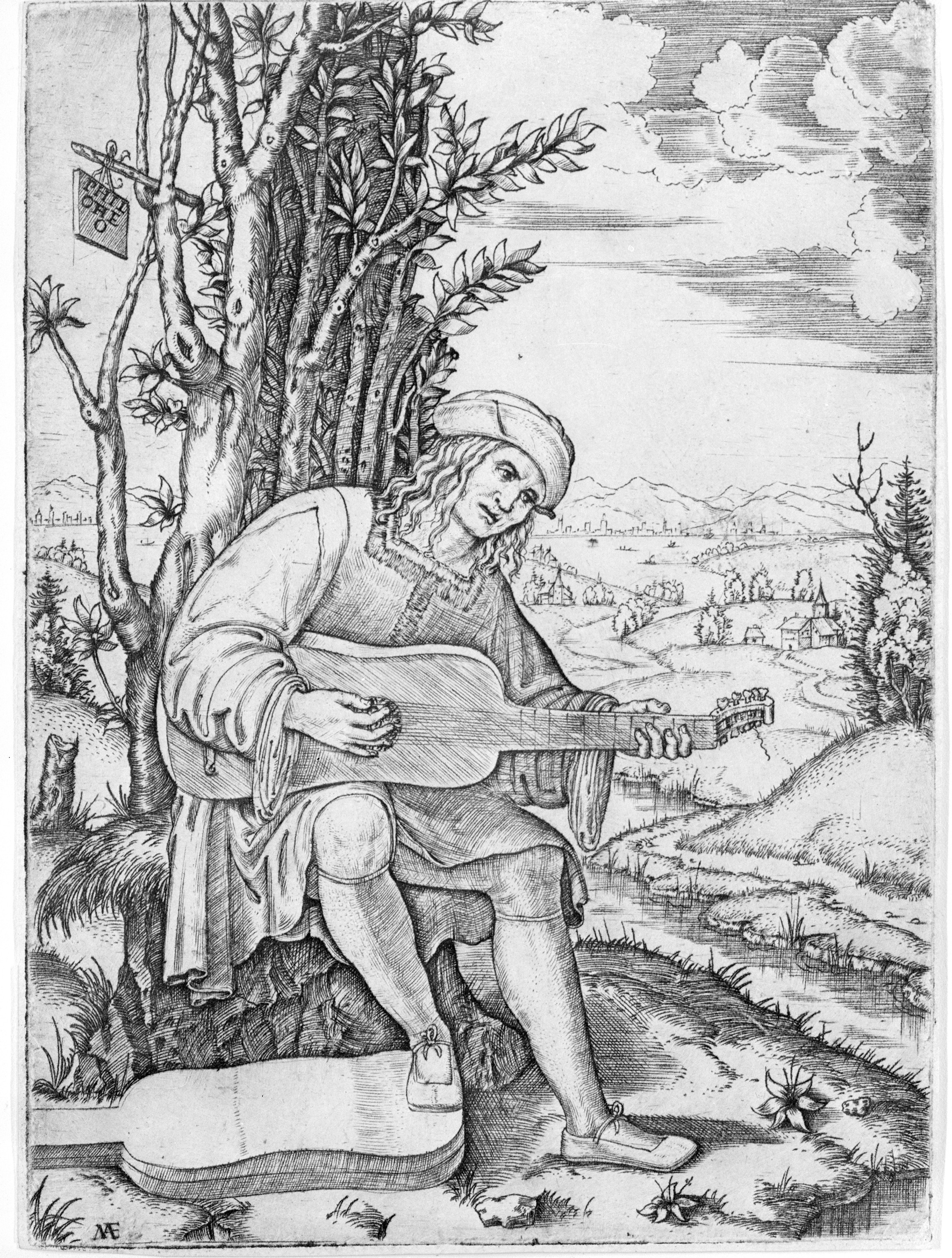
Achillini als Gitarrenimprovisateur

Giovanni Filoteo Achillini (* 1466 in Bologna; † 1538 vermutlich ebenda) war ein italienischer Gelehrter und Dichter.
Er war der jüngere Bruder des Alessandro Achillini und brachte sich Griechisch, Latein, Theologie, Philosophie, Jura und Dichtkunst selbst bei, ohne dass er jedoch in einem dieser Gebiete zum Experten wurde. Von seinen Dichtungen sind kaum mehr als die Titel bekannt.
Seine beiden Lehrgedichte: Il Viridario (Bologna 1513) in Oktaven, und Il Fedele (Bologna 1523) in Terzinen, gehören zu den literarischen Seltenheiten und enthalten unter anderem Lektionen in Moral. Seine Annotazioni del la lingua volgare (Bologna 1536) sind eine Satire auf den toscanischen und eine Lobrede auf den Bologneser Dialekt.
Giovanni Filoteo Achillini war in Bologna befreundet mit dem Kupferstecher Marcantonio Raimondi (um 1475–um 1534) und ließ sich von ihm in einem Kupferstich porträtieren. Sein Enkel war Claudio Achillini (1574–1640), ein bekannter Philosoph, Theologe, Mathematiker, Poet und Jurist.